# Чэнь Болу, Пётр
Пётр Чэнь Болу (18 апреля 1913 года, Китай — 5 ноября 2009 года, Дамин, Китай) — католический прелат, епископ Дамина Католической Патриотической Ассоциации с 11 апреля 1946 года по 28 января 1961 год.

## Биография
В 1944 году был рукоположён в священники. С 1966 по 1976 году находился в трудовом лагере. В 1986 году состоялось рукоположение Петра Чэня Болу в епископа, которое совершил в подпольных условиях архиепископ Тайюаня Франциск Хань Тинпи. 29 мая 1988 года Пётр Чэнь Болу был введён в должность епископа Дамина. Это назначение не было официально утверждено Святым Престолом, который в то же время не объявил о незаконном назначении Петра Чэня Болу на должность епископа Дамина.
В 1993 году вышел в отставку. 
Скончался 5 ноября 2009 года.